# Поход Черемисинова в Дагестан
Поход Черемисинова в Дагестан — военная экспедиция, организованная в 1560 году Русским царством против Тарковского шамхальства (старорусск. «Шавкалы, Шавкальская земля»), находившегося в зависимости от крымско-турецкого союза и сефевидского Ирана. Фактически поход русских войск был направлен на овладение в Северном Дагестане — Тарки (центр кумыкского Тарковского шамхальства) и, возможно, Тюменское владение.
Русскими войсками предводительствовал астраханский воевода И. С. Черемисинов-Караулов  — войска Тарковского шамхальства, вероятно, возглавлял шамхал Будай I ибн Умал-Мухаммад.

## Предыстория
В 1557 году посольство кабардинцев (старорусск. «пятигорские черкасы») обратилось к русской администрации в Астрахани с просьбой о военных действиях против Тарковского шамхальства. Эта просьба была повторена в посольстве 1558 года сыновьями Темрюка Идаровича, одного из князей Кабарды (старорусск. «Черкасская земля»). По мнению кавказоведа Е. Н. Кушевой, причиной прошений кабардинцев могла быть вражда Темрюка Идаровича с шамхалом. Исследователь В. В. Пенской предполагает, что недовольство Москвы шамхалом также могло быть связано с укрывавшимися в Тарковском шамхальстве сыновьями свергнутого в Ногайской орде бия Юсуфа. Они являлись врагами нового правителя ногайцев, ставшего союзником Русского царства — бия Исмаила, который жаловался Ивану IV на шамхала: «А Юсуфовым княжим детем пристанище Шавкалы учинилося. И как будет пригоже, и нам бы над ними промышляти».
Согласно В. В. Пенскому, правительство Ивана IV хотело военным набегом продемонстрировать шамхалу, что не стоит конфликтовать с союзными Москве князем Темрюком Идаровичем и бием Исмаилом, а также искать сближения с Турцией и Крымом, особенно после овладения русскими Астраханью, из которой владения шамхала стали для Русского царства вполне досягаемы. Вероятно, более общей причиной похода, по Е. Н. Кушевой, была сложившаяся политическая ситуация в регионе: в период ирано-турецкой войны 1514—1555 годов Тарковское шамхальство придерживалось крымско-турецкой ориентации; после войны союзные Османская империя и Крымское ханство пытались через шамхала усилить своё влияние на Северо-Восточном Кавказе, что и вызывало ответные действия Москвы, находящейся в конфронтации с крымско-турецким союзом.

## Поход
В феврале 1560 года правительство царя Ивана IV решает направить известного своими военными успехами воеводу И. С. Черемисинова в поход на Северный Дагестан: «Отпустил царь … по челобитью Кабардинских князеи и по неправдам Шевкалавымъ воеводу Ивана Семеновича Черемисинова с товарыщи на Шевкал и на Тюмень …». По предположению исследователя В. В. Пенского, одной из причин, по которой выбор пал на И. С. Черемисинова, было его двухлетнее пребывание в должности астраханского воеводы — следовательно, он должен был знать особенности местной политической ситуации, заиметь необходимые связи и наладить получение сведений о соседях Русского царства в этом регионе.
Летом 1560 года войско воеводы И. С. Черемисинова выдвинулось из Астрахани морем «Крым Шавкалсково князя воевати в судаѣх»; в русских летописях противником Москвы называется то шамхал (старорусск. «шавкал, шавкалский князь»), то крым-шамхал (то есть вице-шамхал, старорусск. «крым шавкалский князь»). На транспортных судах, вероятно, стругах, русское войско перемещалось вдоль западного побережья Каспийского моря (старорусск. «Хвалимское/Хвалынское море») до Тарков — центра Тарковского шамхальства. Согласно летописям, в составе войска И. С. Черемисинова находились стрельцы, казаки и так называемые «астроханские люди». После высадки десанта около Тарков, И. С. Черемисинов, возможно, сам возглавил атаку на город, находящийся примерно в 2 км от побережья и за полдня овладел им. Воевода не стал пытаться удержать Тарки, разграбил и сжёг их, «полону Руссково и Шавкалского поимал много и отошел со всѣми людми здорово».
Согласно исследователю В. В. Пенскому, опирающемуся на несколько более позднее описание Тарков историком С. А. Белокуровым, во время набега И. С. Черемисинова Тарки не были крупной крепостью, как например Казань или Астрахань, а представляли из себя небольшой городок, но находившийся в укреплённом самой природой месте. Возможно, это поселение, имеющее каменные стены, служило неплохой защитой от нападений горцев, однако против опытных ратников И. С. Черемисинова, в достаточном количестве вооружённых огнестрельным оружием, и, вероятно, пушками (старорусск. «наряд»), оно противостоять не могло.
Действия русских войск именно около Тарков позволили кавказоведу Е. Н. Кушевой предположить, что уже в середине XVI века Тарки были центром в Тарковском шамхальстве. Известно, что оборону Тарков возглавлял шамхал, который в результате сражения был вынужден отступить в горы: «И Шалкаскои князь с царя … людми билъся половину дня и побежал от них в горы, а город Тарки покинулъ». Имя его в русских летописях не называется, однако исследователь Л. И. Лавров, опираясь на данные эпиграфики, предположил, что это мог быть Будай I ибн Умал-Мухаммад.